# Derby d'Italia (rugby a 15)
Il derby d'Italia è il nome familiarmente assunto dall'incontro di rugby tra Petrarca e Rovigo.
È l'incontro più ricorrente del campionato italiano, essendosi tenuto 171 volte al 2021, e spesso fu decisivo per l'assegnazione di un trofeo ufficiale: è il caso dello spareggio-scudetto del 1976-77, le finali di campionato 2010-11, 2020-21, 2021-22 e 2022-23 e quella di Coppa Italia 2019-20.

## Storia
Il rapporto tra le due società è molto stretto e va oltre la semplice rivalità sportiva: negli anni '30' l'Università di Padova divenne centro propulsore della diffusione del rugby in Veneto, già nel 1935 lo studente Davide Lanzoni fondò il Rugby Rovigo mentre a Padova si susseguirono numerose società come l'Associazione Fascista Calcio Padova Rugby e il GUF Padova fino al 1947 quando venne fondato il Petrarca Rugby. Il primo incontro assoluto fu un'amichevole giocata allo Stadio Tre Pini a Padova, il risultato un pareggio 6-6. Il primo incontro ufficiale coincise con l'esordio del Petrarca in Serie A, il 17 ottobre 1948 a Rovigo la vittoria andò ai padroni di casa (9-3). Stesso copione nella gara di ritorno con vittoria dei rodigini per 6-3. Il primo successo patavino arrivò la stagione successiva nella 19ª giornata.
Da allora il derby si è tenuto in ogni stagione tranne quella 1957-58 poiché Petrarca e Rovigo furono inserite in gironi differenti.

### Nascita della rivalità

Una fase dello spareggio — allo stadio Friuli di Udine

Sin dalle origini era Rovigo ad egemonizzare il confronto, fu solo la a partire dalla stagione 1969-70 che Petrarca riuscì a battere Rovigo in entrambe le partite stagionali e conquistare il primo dei cinque scudetti consecutivi. Da allora i due club si ritrovarono stabilmente a lottare per il titolo. Stagione emblematica fu quella 1976-77 quando il Rovigo, campione uscente, giunse primo a pari merito con il Petrarca: all'ultima giornata, il 16 maggio 1977, nello Stadio Appiani di Padova si affrontavano le due compagini, ad avere la meglio davanti ai 18.000 spettatori furono i padroni di casa (21-9 il risultato finale) che raggiunsero a pari punti i rossoblù. Fu così necessario uno spareggio una settimana più tardi allo Stadio dei Rizzi (oggi Stadio Friuli) che si risolse con una meta di Dino De Anna contestata dai rossoblù. Il Petrarca vinse il suo 6º scudetto ma la partita fu nota anche per altri fatti di cronaca: il confronto tra i fratelli De Anna, Dino ed Elio e la morte di un tifoso rodigino a causa di un fulmine scatenato dal temporale che si abbatté durante la partita.

Naas Botha protagonista del Rovigo a cavallo tra anni ottanta e novanta

Fu l'ultima vittoria del Petrarca per i successivi 5 incontri, infatti Rovigo vinse quattro confronti raggiungendo anche il nono scudetto.
L'annata 1979-80 fu quella dei patavini che si aggiudicarono lo scudetto passando per un pareggio ed una vittoria nel derby. Cominciò il dominio dei Neri che conquistarono quattro volte di fila lo scudetto (1983-84, 1984-85, 1985-86, 1986-87) imponendosi nove volte su dodici contro i rivali. Dalla stagione successiva fu introdotto la formula con play-off, in semifinale si affrontarono le due compagini venete dovendo aspettare l'esito della bella per determinare la sfidante dell'altra finalista Benetton, David Campese trascinò i neri al successo al Battaglini ma fu Naas Botha a regalare la bella con un drop da 40 metri. Nel terzo confronto dello Stadio Battaglini i rossoblù passarono il turno e alla fine fu Rovigo poi ad alzare lo scudetto della stella. Stagione 1988-89 stesso copione della precedente ma questa volta sfida ai play-off nei quarti, la doppia sfida fu vinta nettamente dai polesani che però dovettero arrendersi in finale al Benetton Treviso.
Le stagioni successive furono caratterizzate dall'ascesa di Amatori Milano (entrata nell'orbita Polisportiva Milan) e Benetton ma nonostante ciò Rovigo vinse lo scudetto 1989-90 e Padova fu regolarmente ai play-off. La sfida fu spesso decisiva nelle fasi finali dei campionati ma ebbe la meglio Petrarca nel 1992-93, 1996-97, 1997-98 battendo Rovigo nella bella dei quarti di finale). I confronti successivi rimasero limitati alla stagione regolare, degne di nota furono la partita giocata successivamente alla morte del presidente del Rovigo Carlo Bego e lo spareggio per la Challenge Cup alla fine del 2005-06.

### La Celtic League e la finale scudetto 2011
Nel 2010 Treviso e Viadana (con il nome Aironi) furono ammesse a partecipare alla Celtic League, il massimo campionato italiano subì dunque una sorta di declassamento. La nuova Eccellenza 2010-11 fu dominio di Rovigo che terminò la stagione regolare con sole due sconfitte, Petrarca giunse terzo. Il cammino ai play-off vide le due rivali superare rispettivamente Crociati e I Cavalieri ed incontrarsi in finale scudetto. Al Battaglini i favori del pronostico furono per i padroni di casa che infatti dopo appena 23 minuti conducevano 14-3. Tra la fine del primo e l'inizio del secondo tempo le due mete di Agustín Costa Repetto e i calci di Ludovic Mercier portarono il risultato sul 14-18 per Petrarca. La partita si accese e Rovigo si portò due volte in meta ma il TMO annullò le segnature, cresceva la frustrazione dei rossoblù e il numero di falli fino al fischio finale che decretò la vittoria del 12º titolo del Petrarca. La partita fu caratterizzata dall'esultanza di Mercier che sventolò la bandiera bianconera sotto la curva rodigina, ne scaturì la reazione di Edoardo Lubian che placcò il francese e da cui iniziò una rissa.

### Adige Cup e Veneto Derby Day
In occasione del 150º derby fu messa in palio l'Adige Cup che sarebbe andata alla vincente di ogni sfida del derby. La prima Adige Cup se la aggiudicò Rovigo
Dopo la netta vitta vittoria di Rovigo all'andata (39-0), il derby d'Italia 2013-14 fu inserito nella seconda edizione Veneto Derby Day che prevedeva le due partite in programma per la 21ª giornata entrambe di scena allo Stadio Plebiscito di Padova. Ad aggiudicarsi il derby furono i padroni di casa del Petrarca per 17-14. Formula ripresa all'inizio della stagione successiva che vide lo strapotere rossoblù arrestarsi solo in finale contro Calvisano.
L'Eccellenza 2015-16 si aprì con la quarta edizione del Veneto Derby Day questa volta di scena allo Stadio di Monigo a Treviso rappresentando il secondo derby su campo neutro, dopo lo spareggio del 1977. Rovigo vinse di misura, si aggiudicò anche il ritorno e terminò al primo posto la stagione regolare, Padova tornò ai play-off dopo cinque anni. Nella finale Rovigo batté Calvisano e conquistò il 12º scudetto.
L'Eccellenza 2016-17 vide ben quattro incontri due durante la stagione regolare (una vittoria Rovigo e un pareggio) e due nella semifinale play-off. Il biglietto per la finale con Calvisano fu agevolmente conquistato da Rovigo trascinato dall'estremo sudafricano Stefan Basson che marcò 31 punti totali nelle due partite. La annata 2017-18 fu l'anno del Petrarca che superando i rivali all'ultima giornata per 29-9 ottenne il primo posto nella stagione regolare. Allo Stadio Plebiscito si aggiudicò il 13º scudetto per la prima volta sul terreno di casa.
Il campionato 2018-19 riformulato, vide una vittoria ciascuno nella stagione regolare e ancora un testa a testa nella semifinale play-off. All'andata al Plebiscito fu ventesimo pareggio, il ritorno al di là dell'Adige sorrise ai padroni di casa che affrontarono ancora, perdendo, il Calvisano. Nella stagione della pandemia per la prima volta nella storia si giocò un solo confronto che andò al Petrarca. Durante la stagione ci fu il primo derby in una finale di Coppa Italia, ad avere la meglio fu Rovigo che nell'acquitrino dello Stadio Battaglini batté il Petrarca 10-3. Il campionato fu poi interrotto per decisione del FIR.

### Finale scudetto 2021
Il TOP 10 2020-21 si caratterizzò per l'assenza di pubblico sugli spalti per buona parte della stagione, i due derby d'Italia della stagione regolare andarono entrambi al Petrarca che dominò il campionato e staccò di ben undici punti Rovigo che si piazzò secondo. Ai play-off Petrarca passò con Reggio Emilia pur perdendo nella gara di ritorno e beneficiando della differenza punti favorevole; più gravoso fu il compito per i polesani che batterono Calvisano con una meta allo scadere di Carel Greeff.
La finale andò in scena allo Stadio Plebiscito in virtù della migliore posizione in classifica dei neri. Dopo più di un anno furono ammessi ad assistere alla partita 2.000 spettatori che riempirono le tribune dell'arena padovana. Si trattò di una riedizione della finale 2011, un primo tempo diretto dai petrarchini che si portarono subito sul 7-0. Al 30' l'ammonizione di Tito Tebaldi lasciò i neri in 14 e subito Rovigo ne approfittò per portarsi in vantaggio con un meta di Davide Ruggeri chiudendo il primo tempo 10-16. La ripresa iniziò con l'ingresso in campo del tongano James Faiva il quale diede una scossa al match marcando la meta del sorpasso, insieme ai calci di Lyle portarono Petrarca a condurre per 20-16. A tre minuti dalla fine la squadra di Umberto Casellato iniziò un assedio all'area di meta dei padroni di casa, a tempo ormai scaduto il tuffo di Carel Greeff riuscì a schiacciare il pallone in meta. L'arbitro Marius Mitrea solo dopo il consulto del TMO concesse la segnatura e la vittoria del 13º scudetto di Rovigo.

## Risultati
Risultati aggiornati al 12 Maggio 2025.
| N                  | Squadra in casa | Punteggio  | Squadra in trasferta | Edizione                   |
| Campionato         | Campionato      | Campionato | Campionato           | Campionato                 |
| ------------------ | --------------- | ---------- | -------------------- | -------------------------- |
| 1                  | Rovigo          | 9-3        | Petrarca             | Serie A 1948-49            |
| 2                  | Petrarca        | 3-6        | Rovigo               | Serie A 1948-49            |
| 3                  | Rovigo          | 3-0        | Petrarca             | Serie A 1949-50            |
| 4                  | Petrarca        | 6-3        | Rovigo               | Serie A 1949-50            |
| 5                  | Rovigo          | 16-0       | Petrarca             | Serie A 1950-51            |
| 6                  | Petrarca        | 0-6        | Rovigo               | Serie A 1950-51            |
| 7                  | Rovigo          | 8-5        | Petrarca             | Serie A 1951-52            |
| 8                  | Petrarca        | 0-19       | Rovigo               | Serie A 1951-52            |
| 9                  | Rovigo          | 3-8        | Petrarca             | Serie A 1952-53            |
| 10                 | Petrarca        | 0-3        | Rovigo               | Serie A 1952-53            |
| 11                 | Rovigo          | 13-0       | Petrarca             | Serie A 1953-54            |
| 12                 | Petrarca        | 3-3        | Rovigo               | Serie A 1953-54            |
| 13                 | Rovigo          | 6-6        | Petrarca             | Serie A 1954-55            |
| 14                 | Petrarca        | 3-3        | Rovigo               | Serie A 1954-55            |
| 15                 | Petrarca        | 9-3        | Rovigo               | Serie A 1955-56            |
| 16                 | Rovigo          | 6-3        | Petrarca             | Serie A 1955-56            |
| 17                 | Petrarca        | 3-3        | Rovigo               | Serie A 1956-57            |
| 18                 | Rovigo          | 3-3        | Petrarca             | Serie A 1956-57            |
| 19                 | Petrarca        | 3-3        | Rovigo               | Serie A 1958-59            |
| 20                 | Rovigo          | 8-0        | Petrarca             | Serie A 1958-59            |
| 21                 | Rovigo          | 23-11      | Petrarca             | Serie A 1959-60            |
| 22                 | Petrarca        | 0-3        | Rovigo               | Serie A 1959-60            |
| 23                 | Rovigo          | 9-3        | Petrarca             | Eccellenza 1960-61         |
| 24                 | Petrarca        | 3-3        | Rovigo               | Eccellenza 1960-61         |
| 25                 | Rovigo          | 5-3        | Petrarca             | Eccellenza 1961-62         |
| 26                 | Petrarca        | 6-11       | Rovigo               | Eccellenza 1961-62         |
| 27                 | Petrarca        | 12-14      | Rovigo               | Eccellenza 1962-63         |
| 28                 | Rovigo          | 8-0        | Petrarca             | Eccellenza 1962-63         |
| 29                 | Rovigo          | 6-3        | Petrarca             | Eccellenza 1963-64         |
| 30                 | Petrarca        | 3-8        | Rovigo               | Eccellenza 1963-64         |
| 31                 | Rovigo          | 9-8        | Petrarca             | Eccellenza 1964-65         |
| 32                 | Petrarca        | 14-6       | Rovigo               | Eccellenza 1964-65         |
| 33                 | Petrarca        | 11-0       | Rovigo               | Serie A 1965-66            |
| 34                 | Rovigo          | 19-6       | Petrarca             | Serie A 1965-66            |
| 35                 | Petrarca        | 5-8        | Rovigo               | Serie A 1966-67            |
| 36                 | Rovigo          | 3-3        | Petrarca             | Serie A 1966-67            |
| 37                 | Petrarca        | 14-8       | Rovigo               | Serie A 1967-68            |
| 38                 | Rovigo          | 6-6        | Petrarca             | Serie A 1967-68            |
| 39                 | Petrarca        | 3-0        | Rovigo               | Serie A 1968-69            |
| 40                 | Rovigo          | 6-6        | Petrarca             | Serie A 1968-69            |
| 41                 | Rovigo          | 3-17       | Petrarca             | Serie A 1969-70            |
| 42                 | Petrarca        | 17-12      | Rovigo               | Serie A 1969-70            |
| 43                 | Petrarca        | 3-6        | Rovigo               | Serie A 1970-71            |
| 44                 | Rovigo          | 3-6        | Petrarca             | Serie A 1970-71            |
| 45                 | Petrarca        | 30-12      | Rovigo               | Serie A 1971-72            |
| 46                 | Rovigo          | 6-6        | Petrarca             | Serie A 1971-72            |
| 47                 | Petrarca        | 9-9        | Rovigo               | Serie A 1972-73            |
| 48                 | Rovigo          | 0-0        | Petrarca             | Serie A 1972-73            |
| 49                 | Petrarca        | 19-3       | Rovigo               | Serie A 1973-74            |
| 50                 | Rovigo          | 0-6        | Petrarca             | Serie A 1973-74            |
| 51                 | Rovigo          | 10-8       | Petrarca             | Serie A 1974-75            |
| 52                 | Petrarca        | 6-6        | Rovigo               | Serie A 1974-75            |
| 53                 | Petrarca        | 3-9        | Rovigo               | Serie A 1975-76            |
| 54                 | Rovigo          | 9-12       | Petrarca             | Serie A 1975-76            |
| 55                 | Rovigo          | 24-6       | Petrarca             | Serie A 1976-77            |
| 56                 | Petrarca        | 21-9       | Rovigo               | Serie A 1976-77            |
| 57                 | Petrarca        | 10-91      | Rovigo               | Serie A 1976-77            |
| 58                 | Petrarca        | 11-13      | Rovigo               | Serie A 1977-78            |
| 59                 | Rovigo          | 12-6       | Petrarca             | Serie A 1977-78            |
| 60                 | Petrarca        | 7-9        | Rovigo               | Serie A 1978-79            |
| 61                 | Rovigo          | 12-4       | Petrarca             | Serie A 1978-79            |
| 62                 | Rovigo          | 6-6        | Petrarca             | Serie A 1979-80            |
| 63                 | Petrarca        | 15-9       | Rovigo               | Serie A 1979-80            |
| 64                 | Rovigo          | 22-3       | Petrarca             | Serie A 1980-81            |
| 65                 | Petrarca        | 16-9       | Rovigo               | Serie A 1980-81            |
| 66                 | Petrarca        | 7-15       | Rovigo               | Serie A 1981-82            |
| 67                 | Rovigo          | 18-14      | Petrarca             | Serie A 1981-82            |
| 68                 | Petrarca        | 13-0       | Rovigo               | Serie A 1982-83            |
| 69                 | Rovigo          | 7-13       | Petrarca             | Serie A 1982-83            |
| 70                 | Petrarca        | 9-6        | Rovigo               | Serie A 1983-84            |
| 71                 | Rovigo          | 12-6       | Petrarca             | Serie A 1983-84            |
| 72                 | Petrarca        | 13-10      | Rovigo               | Serie A 1983-84            |
| 73                 | Rovigo          | 6-26       | Petrarca             | Serie A 1983-84            |
| 74                 | Petrarca        | 17-0       | Rovigo               | Serie A 1984-85            |
| 75                 | Rovigo          | 18-31      | Petrarca             | Serie A 1984-85            |
| 76                 | Petrarca        | 7-10       | Rovigo               | Serie A 1985-86            |
| 77                 | Rovigo          | 0-7        | Petrarca             | Serie A 1985-86            |
| 78                 | Rovigo          | 7-16       | Petrarca             | Serie A 1985-86            |
| 79                 | Petrarca        | 26-12      | Rovigo               | Serie A 1985-86            |
| 80                 | Petrarca        | 9-15       | Rovigo               | Serie A1 1986-87           |
| 81                 | Rovigo          | 3-16       | Petrarca             | Serie A1 1986-87           |
| 82                 | Rovigo          | 21-12      | Petrarca             | Serie A1 1987-88           |
| 83                 | Petrarca        | 16-12      | Rovigo               | Serie A1 1987-88           |
| 84                 | Rovigo          | 9-20       | Petrarca             | Serie A1 1987-88           |
| 85                 | Petrarca        | 10-13      | Rovigo               | Serie A1 1987-88           |
| 86                 | Rovigo          | 21-10      | Petrarca             | Serie A1 1987-88           |
| 87                 | Petrarca        | 11-30      | Rovigo               | Serie A1 1988-89           |
| 88                 | Rovigo          | 16-34      | Petrarca             | Serie A1 1988-89           |
| 89                 | Rovigo          | 31-0       | Petrarca             | Serie A1 1988-89           |
| 90                 | Petrarca        | 13-29      | Rovigo               | Serie A1 1988-89           |
| 91                 | Petrarca        | 6-19       | Rovigo               | Serie A1 1989-90           |
| 92                 | Rovigo          | 13-3       | Petrarca             | Serie A1 1989-90           |
| 93                 | Petrarca        | 19-3       | Rovigo               | Serie A1 1990-91           |
| 94                 | Rovigo          | 12-9       | Petrarca             | Serie A1 1990-91           |
| 95                 | Petrarca        | 28-12      | Rovigo               | Serie A1 1991-92           |
| 96                 | Rovigo          | 32-15      | Petrarca             | Serie A1 1991-92           |
| 97                 | Petrarca        | 24-9       | Rovigo               | Serie A1 1992-93           |
| 98                 | Rovigo          | 27-6       | Petrarca             | Serie A1 1992-93           |
| 99                 | Petrarca        | 19-8       | Rovigo               | Serie A1 1992-93           |
| 100                | Rovigo          | 42-13      | Petrarca             | Serie A1 1992-93           |
| 101                | Petrarca        | 42-27      | Rovigo               | Serie A1 1992-93           |
| 102                | Petrarca        | 27-16      | Rovigo               | Serie A1 1993-94           |
| 103                | Rovigo          | 22-19      | Petrarca             | Serie A1 1993-94           |
| 104                | Petrarca        | 26-9       | Rovigo               | Serie A1 1994-95           |
| 105                | Rovigo          | 18-18      | Petrarca             | Serie A1 1994-95           |
| 106                | Rovigo          | 21-19      | Petrarca             | Serie A1 1995-96           |
| 107                | Petrarca        | 15-3       | Rovigo               | Serie A1 1995-96           |
| 108                | Petrarca        | 20-42      | Rovigo               | Serie A1 1996-97           |
| 109                | Rovigo          | 9-16       | Petrarca             | Serie A1 1996-97           |
| 110                | Petrarca        | 26-25      | Rovigo               | Serie A1 1996-97           |
| 111                | Rovigo          | 19-12      | Petrarca             | Serie A1 1996-97           |
| 112                | Petrarca        | 26-19      | Rovigo               | Serie A1 1996-97           |
| 113                | Rovigo          | 16-24      | Petrarca             | Serie A1 1997-98           |
| 114                | Petrarca        | 23-20      | Rovigo               | Serie A1 1997-98           |
| 115                | Rovigo          | 23-24      | Petrarca             | Serie A1 1997-98           |
| 116                | Petrarca        | 30-8       | Rovigo               | Serie A1 1997-98           |
| 117                | Rovigo          | 25-24      | Petrarca             | Serie A1 1997-98           |
| 118                | Petrarca        | 19-0       | Rovigo               | Serie A1 1997-98           |
| 119                | Petrarca        | 21-18      | Rovigo               | Serie A1 1998-99           |
| 120                | Rovigo          | 0-41       | Petrarca             | Serie A1 1998-99           |
| 121                | Petrarca        | 14-41      | Rovigo               | Serie A1 1999-2000         |
| 122                | Rovigo          | 26-19      | Petrarca             | Serie A1 1999-2000         |
| 123                | Petrarca        | 20-13      | Rovigo               | Serie A1 2000-01           |
| 124                | Petrarca        | 24-29      | Rovigo               | Serie A1 2000-01           |
| 125                | Rovigo          | 34-24      | Petrarca             | Super 10 2001-02           |
| 126                | Petrarca        | 35-11      | Rovigo               | Super 10 2001-02           |
| 127                | Petrarca        | 26-10      | Rovigo               | Super 10 2002-03           |
| 128                | Rovigo          | 12-5       | Petrarca             | Super 10 2002-03           |
| 129                | Petrarca        | 32-30      | Rovigo               | Super 10 2003-04           |
| 130                | Rovigo          | 19-3       | Petrarca             | Super 10 2003-04           |
| 131                | Petrarca        | 20-22      | Rovigo               | Super 10 2004-05           |
| 132                | Rovigo          | 20-20      | Petrarca             | Super 10 2004-05           |
| 133                | Rovigo          | 14-8       | Petrarca             | Super 10 2005-06           |
| 134                | Petrarca        | 22-19      | Rovigo               | Super 10 2005-06           |
| 135                | Petrarca        | 41-22      | Rovigo               | Super 10 2005-06           |
| 136                | Rovigo          | 0-17       | Petrarca             | Super 10 2006-07           |
| 137                | Petrarca        | 28-14      | Rovigo               | Super 10 2006-07           |
| 138                | Rovigo          | 26-23      | Petrarca             | Super 10 2007-08           |
| 139                | Petrarca        | 26-13      | Rovigo               | Super 10 2007-08           |
| 140                | Petrarca        | 18-10      | Rovigo               | Super 10 2008-09           |
| 141                | Rovigo          | 24-22      | Petrarca             | Super 10 2008-09           |
| 142                | Petrarca        | 18-17      | Rovigo               | Super 10 2009-10           |
| 143                | Rovigo          | 27-13      | Petrarca             | Super 10 2009-10           |
| 144                | Rovigo          | 31-3       | Petrarca             | Eccellenza 2010-11         |
| 145                | Petrarca        | 22-34      | Rovigo               | Eccellenza 2010-11         |
| 146                | Rovigo          | 14-18      | Petrarca             | Eccellenza 2010-11         |
| 147                | Rovigo          | 5-21       | Petrarca             | Eccellenza 2011-12         |
| 148                | Petrarca        | 16-16      | Rovigo               | Eccellenza 2011-12         |
| 149                | Petrarca        | 33-9       | Rovigo               | Eccellenza 2012-13         |
| 150                | Rovigo          | 20-14      | Petrarca             | Eccellenza 2012-13         |
| 151                | Rovigo          | 39-0       | Petrarca             | Eccellenza 2013-14         |
| 152                | Petrarca        | 17-14      | Rovigo               | Eccellenza 2013-14         |
| 153                | Rovigo          | 23-16      | Petrarca             | Eccellenza 2014-15         |
| 154                | Petrarca        | 6-24       | Rovigo               | Eccellenza 2014-15         |
| 155                | Petrarca        | 13-20      | Rovigo               | Eccellenza 2015-16         |
| 156                | Rovigo          | 23-16      | Petrarca             | Eccellenza 2015-16         |
| 157                | Petrarca        | 12-17      | Rovigo               | Eccellenza 2016-17         |
| 158                | Rovigo          | 20-20      | Petrarca             | Eccellenza 2016-17         |
| 159                | Rovigo          | 33-18      | Petrarca             | Eccellenza 2016-17         |
| 160                | Petrarca        | 12-28      | Rovigo               | Eccellenza 2016-17         |
| 161                | Rovigo          | 16-9       | Petrarca             | Eccellenza 2017-18         |
| 162                | Petrarca        | 29-9       | Rovigo               | Eccellenza 2017-18         |
| 163                | Petrarca        | 16-0       | Rovigo               | TOP12 2018-19              |
| 164                | Rovigo          | 17-10      | Petrarca             | TOP12 2018-19              |
| 165                | Petrarca        | 10-10      | Rovigo               | TOP12 2018-19              |
| 166                | Rovigo          | 18-9       | Petrarca             | TOP12 2018-19              |
| 167                | Petrarca        | 19-16      | Rovigo               | TOP12 2019-20              |
| 168                | Rovigo          | 12-18      | Petrarca             | TOP10 2020-2021            |
| 169                | Petrarca        | 27-25      | Rovigo               | TOP10 2020-2021            |
| 170                | Petrarca        | 20-23      | Rovigo               | TOP10 2020-2021            |
| 171                | Petrarca        | 27-25      | Rovigo               | TOP10 2021-2022            |
| 172                | Rovigo          | 24-20      | Petrarca             | TOP10 2021-2022            |
| 173                | Petrarca        | 19-61      | Rovigo               | TOP10 2021-2022            |
| 174                | Petrarca        | 23-15      | Rovigo               | TOP10 2022-2023            |
| 175                | Rovigo          | 34-27      | Petrarca             | TOP10 2022-2023            |
| 176                | Petrarca        | 9 - 161    | Rovigo               | TOP10 2022-2023            |
| 177                | Petrarca        | 10 - 12    | Rovigo               | Serie A Èlite 2023-24      |
| 178                | Rovigo          | 12 - 10    | Petrarca             | Serie A Èlite 2023-24      |
| 179                | Rovigo          | 22 - 24    | Petrarca             | Serie A Èlite 2023-24      |
| 180                | Petrarca        | 26 - 28    | Rovigo               | Serie A Èlite 2024-25      |
| 181                | Rovigo          | 3 - 13     | Petrarca             | Serie A Èlite 2024-25      |
| 182                | Petrarca        | 13 - 8     | Rovigo               | Serie A Èlite 2024-25      |
| Coppa Italia       |                 |            |                      |                            |
| 1                  | Petrarca        | 28-24      | Rovigo               | Coppa Italia 2009-10       |
| 2                  | Rovigo          | 10-3       | Petrarca             | Coppa Italia 2019-20       |
| Continental Shield |                 |            |                      |                            |
| 1                  | Petrarca        | 24-13      | Rovigo               | Continental Shield 2016-17 |
| 2                  | Petrarca        | 18-13      | Rovigo               | Continental Shield 2017-18 |
| 3                  | Rovigo          | 34-34      | Petrarca             | Continental Shield 2018-19 |
| 4                  | Petrarca        | 20-27      | Rovigo               | Continental Shield 2018-19 |

### Riepilogo
Statistiche aggiornate al 12 Maggio 2025.
|                     | Totale gare | Vittorie Petrarca | Pareggi | Vittorie Rovigo |
| ------------------- | ----------- | ----------------- | ------- | --------------- |
| Stagione regolare   | 157         | 63                | 19      | 75              |
| Play-off e spareggi | 25          | 12                | 1       | 12              |
| Totale campionato   | 182         | 75                | 20      | 87              |

1 Partita giocata in campo neutro.